# Grand Prix Nizozemska 1977
Grand Prix Nizozemska 1977 (oficiálně XXVI Grote Prijs van Nederland) se jela na okruhu Circuit Zandvoort v Zandvoortu v Nizozemsku dne 28. srpna 1977. Závod byl třináctým v pořadí v sezóně 1977 šampionátu Formule 1.

## Závod
| Poř.   | No. | Jezdec                | Konstruktér        | Počet kol | Čas/Odstoupení    | Pořadí na startu | Body |
| ------ | --- | --------------------- | ------------------ | --------- | ----------------- | ---------------- | ---- |
| 1      | 11  | Niki Lauda            | Ferrari            | 75        | 1:41:45.93        | 4                | 9    |
| 2      | 26  | Jacques Laffite       | Ligier-Matra       | 75        | +1.89             | 2                | 6    |
| 3      | 20  | Jody Scheckter        | Wolf-Ford          | 74        | + 1 kolo          | 15               | 4    |
| 4      | 28  | Emerson Fittipaldi    | Fittipaldi-Ford    | 74        | + 1 kolo          | 17               | 3    |
| 5      | 23  | Patrick Tambay        | Ensign-Ford        | 73        | Nedostatek paliva | 12               | 2    |
| 6      | 12  | Carlos Reutemann      | Ferrari            | 73        | + 2 kola          | 6                | 1    |
| 7      | 8   | Hans-Joachim Stuck    | Brabham-Alfa Romeo | 73        | + 2 kola          | 19               |      |
| 8      | 35  | Hans Binder           | Penske-Ford        | 73        | + 2 kola          | 18               |      |
| 9      | 30  | Brett Lunger          | McLaren-Ford       | 73        | + 2 kola          | 20               |      |
| 10     | 10  | Ian Scheckter         | March-Ford         | 73        | + 2 kola          | 25               |      |
| 11     | 9   | Alex Ribeiro          | March-Ford         | 72        | + 3 kola          | 24               |      |
| 12     | 19  | Vittorio Brambilla    | Surtees-Ford       | 67        | Nehoda            | 22               |      |
| 13     | 16  | Riccardo Patrese      | Shadow-Ford        | 67        | Motor             | 16               |      |
| DSQ    | 38  | Brian Henton          | Boro-Ford          | 52        | Diskvalifikován   | 23               |      |
| Ret    | 15  | Jean-Pierre Jabouille | Renault            | 39        | Zavěšení          | 10               |      |
| Ret    | 6   | Gunnar Nilsson        | Lotus-Ford         | 34        | Nehoda            | 5                |      |
| Ret    | 17  | Alan Jones            | Shadow-Ford        | 32        | Motor             | 13               |      |
| Ret    | 4   | Patrick Depailler     | Tyrrell-Ford       | 31        | Motor             | 11               |      |
| Ret    | 3   | Ronnie Peterson       | Tyrrell-Ford       | 18        | Zapalování        | 7                |      |
| Ret    | 22  | Clay Regazzoni        | Ensign-Ford        | 17        | Klapka            | 9                |      |
| Ret    | 5   | Mario Andretti        | Lotus-Ford         | 14        | Motor             | 1                |      |
| Ret    | 24  | Rupert Keegan         | Hesketh-Ford       | 8         | Nehoda            | 26               |      |
| Ret    | 1   | James Hunt            | McLaren-Ford       | 5         | Kolize            | 3                |      |
| Ret    | 34  | Jean-Pierre Jarier    | Penske-Ford        | 4         | Zapalování        | 21               |      |
| Ret    | 7   | John Watson           | Brabham-Alfa Romeo | 2         | Únik oleje        | 8                |      |
| Ret    | 2   | Jochen Mass           | McLaren-Ford       | 0         | Nehoda            | 14               |      |
| DNQ    | 27  | Patrick Nève          | March-Ford         |           |                   |                  |      |
| DNQ    | 37  | Arturo Merzario       | March-Ford         |           |                   |                  |      |
| DNQ    | 18  | Vern Schuppan         | Surtees-Ford       |           |                   |                  |      |
| DNQ    | 39  | Ian Ashley            | Hesketh-Ford       |           |                   |                  |      |
| DNQ    | 33  | Boy Hayje             | March-Ford         |           |                   |                  |      |
| DNQ    | 25  | Héctor Rebaque        | Hesketh-Ford       |           |                   |                  |      |
| DNQ    | 29  | Teddy Pilette         | BRM                |           |                   |                  |      |
| DNQ    | 32  | Michael Bleekemolen   | March-Ford         |           |                   |                  |      |
| Zdroj: |     |                       |                    |           |                   |                  |      |

## Průběžné pořadí po závodě
Pohár jezdců
| Pořadí | Jezdec           | Body |
| ------ | ---------------- | ---- |
| 1      | Niki Lauda       | 63   |
| 2      | Jody Scheckter   | 42   |
| 3      | Carlos Reutemann | 35   |
| 4      | Mario Andretti   | 32   |
| 5      | James Hunt       | 22   |
| Zdroj: |                  |      |

Pohár konstruktérů
| Pořadí | Konstruktér        | Body    |
| ------ | ------------------ | ------- |
| 1      | Ferrari            | 80 (82) |
| 2      | Lotus-Ford         | 47      |
| 3      | Wolf-Ford          | 42      |
| 4      | McLaren-Ford       | 35      |
| 5      | Brabham-Alfa Romeo | 27      |
| Zdroj: |                    |         |